# Regatul Odris

Regatul Odris și vecinii săi.

Regatul Odris este o veche formațiune statală a tribului tracic al odrisilor constituită în a doua jumătate a secolului al V-lea î.Hr. și care se întindea de pe țărmul Mării Egee până la Dunăre.
Cele mai importanete izvoare ale existenței odrisilor sunt Istoriile lui Herodot (cca. 490-429 î.Hr.), scrierile lui Tucidide (circa 460-396 î.Hr.) și lucrarea „Anabasis” a lui Xenofon.
Primii doi conducători, Teres I și Sitakles (mort în 424 î.Hr.) au adus Regatul Odris la apogeu. Istoricul grec Tucidide consemnează faptul că Teres le-a alcătuit odrisilor un regat mult mai mare decât cel al Traciei.
Sitakles a participat și la Războiul Peloponeziac, fiind aliat al atenienilor. După moartea lui Sitakles la putere a ajuns Seuthes I. Acest rege a renunțat la politica de expansiune teritorială. Un lucru important de precizat este că la odrisi tronul nu era moștenit de fiul cel mare, ci de nepotul de frate. 
După aceea un reviriment al expansiunii teritoriale și al înfloririi Regatului Odris are loc în timpul lui Kotys I. Despre domnia lui se știu puține lucruri, însă se știe faptul că a fost asasinat de un grec, care mai apoi a fost răsplătit de Adunarea Populară a Atenei.
După moartea lui Sitakles, Regatul Odris a cunoscut perioade succesive de fărămițare și de unificare. De exemplu, pe vreme lui Kotys I (383-359 î.Hr.) a ajuns din nou la o mare înflorire și expansiune. Însă după moartea sa, Regatul Odris s-a divizat în urma unor conflicte interne, iar în anul 341 î.H. cucerirea lui de către Filip al II-lea al Macedoniei a fost extrem de ușoară. Regatul Odris a fost un regat extrem de important care de-a lungul a 100 de ani a reușit să stăpânească teritoriul geților sud-dunăreni. 
În final Regatul Odris s-a divizat în urma unor neînțelegeri interne, iar lovitura de grație i-a fost dată de Filip al II-lea al Macedoniei (tatăl lui Alexandru cel Mare). Astfel, după prăbușirea Regatului Odris, geții au ajuns sub stăpânirea regilor macedoneni. După ce Regatul Odris s-a divizat, a ajuns sub clientelatul Romei până în anul 46 d.Hr. când a murit ultimul rege odris, Rhoemetalces al III-lea.

## Mențiuni
Regatul Odris este menționat în lucrările a diverși istorici antici, ca Herodot în Istorii, Tucidide în Istoria Războiului Peloponesiac, Xenofon în Anabasis, Diodor din Sicilia în Biblioteca istorică și Polybius în Istorii.

## Început
În secolul al VI-lea î.Hr., Imperiul Persan era în ascensiune, prin cucerirea Ioniei, expedițiile lui Darius împotriva sciților și transformarea Traciei în satrapie persană denumită "Skudra". 
Însă pe fondul războaielor medice, profitând de înfrângerile suferite de perși, pe ruinele fostei satrapii Skudra, odrisii și-au clădit un regat. Potrivit lui Herodot, fondatorul regatului odrid a fost Teres. 
Nucleul central era în valea inferioară a Hebrosului. În timpul domniei lui Teres, teritoriul regatului era restrâns. Pe plan extern, regatul era orientat spre stabilirea unor relații bune cu vecinii din nord-est, sciții, încheind o alianța matrimonială prin căsătoria fiicei lui Teres cu regele sciților, Ariapeithes, din urmă căsătoriei rezultând un fiu, Octamasades. 
Teres a murit la 92 de ani, în 440 î.Hr., conform lui Lucian din Samosata.

## Apogeu
Conform lui Tucidide, sub regele Sitalkes, regatul a atins maximă expansiune, stăpânind tot litoralul de la Abdera până la vărsarea Istrosului, fiind integrați toți tracii dintre Haemus și Rodopi și geții de dincolo de Haemus, de la sud spre nord. 
Diodor din Sicilia susține că Strymonul era limita vestică. Tot el îi face un portret regelui Sitalkes, ca fiind înțelept, blând față de supuși, viteaz, atent cu averea statului. Percepea tribut de la populațiile supuse și de la unele cetăți grecești, în valoare de 1000 de talanti. A dezvoltat o armata considerabilă de 120 000 de pedestrași și 50 000 de călăreți. 
Relațiile cu sciții s-au deteriorat, după ce Ariapeithes s-a recăsătorit cu o grecoaică, dăruindu-i un fiu, Skyles. Au apărut rivalități între el și Octamasades. Skyles a fost alungat pentru că ducea un mod de viață grecesc, și de aceea primește azil politic de la Sitalkes, asta în timp ce un rival al lui Sitalkes, fiul lui Teres, este adăpostit de sciti. 
Octamasades a pornit cu o armata spre Tracia, dar datorită înțelepciunii lui Sitalkes, a evitat conflictul printr-un schimb de azilanți. 
Sitalkes s-a apropiat de greci datorită ascensiunii Macedoniei și controverselor teritoriale dintre regatul sau și Macedonia sub Perdicas al ÎI-lea. Sitalkes sprijină un pretendent la tronul Macedoniei, pe Filip, fratele lui Perdicas al ÎI-lea. De astfel, Sitalkes s-a căsătorit cu o grecoaică din Abdera. 
În timpul războiului peloponesiac, Spartă și Atena își căutau aliați printre vecini. Regatul Odrid încheie o alianța cu Atena, ucigând solii spartani 
Astfel, în 431 i.en., Nimphodorus, fratele soției lui Sitalkes, primește titlul de proxenos, iar fiului lui Sitalkes i se oferă cetățenia ateniană. Macedoniei i se cedează orașul Therme. 
În 429 i.en., Sitalkes conduce o campanie în Peninsula Chalcidica și se va război cu Macedonia timp de 30 de zile. Însă a fost trădat de nepotul său, cumpărat de Perdicas al II-lea, ce primește mâna surorii sale, Stratonike. 
În 424 i.en., Sitalkes a murit în lupta împotriva tribalilor, la Delion. 
Este succedat de Seuthes, fiul lui Sparadocos, fratele lui Sitalkes. A renunțat la politică expansivă și a dus o politică de conservare a hotarelor. Tucidide menționează că tributul perceput a fost crescut la 400 de talanti, plus daruri. Relațiile cu Macedonia se îmbunătățesc. 

## Declinul
În 410 i.en., regatul este divizat între doi moștenitori, Seuthes al II-la și Amadocos. Fiecare își caută aliați pentru a o suprimă pe cealaltă. Amadocos s-a împrietenit cu generalul grec Alcibiade, iar Seuthes al II-lea a angajat mercenari greci conduși de Xenofon. 
Xenofon l-a cunoscut personal și a descris un ospăț de la curtea să. 
În final, cei doi își normalizează relațiile, iar Amadocos moare în 390 i.en. 
Regatul își revine temporar sub domnia lui Cotys I, ce reunifica teritoriile. Cotys I este asasinat în 360 i.en. de către un grec. Regatul se împarte în trei regate mai mici. În 341 i.en., Tracia a fost cucerită de Filip al II-lea al Macedoniei. Deși este anexată, Tracia își menține autonomia și dreptul de a bate moneda proprie. 
În 335 i.en., odrisii devin aliați lui Alexandru cel Mare în expediția împotriva tribalilor, iar în 333 i.en., au participat în Bătălia de la Issus împotriva lui Darius al III-lea.
Însă treptat, odrisii se răscoala împotriva autorității macedonene în vremea lui Alexandru și Lisimah, printre care una este condusă de Seuthes al III-lea după 326 i.en. 
Seuthes a activat după moartea lui Alexandru, intervenind în luptele pentru putere dintre diadohi, acordând ajutor lui Lisimah, fie lui Antigonos. 
Odrisii au fost eliberați în 281 i.en., după moartea suveranului Traciei, Lisimah. Apar pretendenți ca celții, care atacă Grecia în 279 i.en. și jefuiesc sanctuarul de la Delhi. Deși sunt înfrânți, au rămas în Peninsula Balcanică, fondând Regatul de la Tylis, sub conducerea lui Komontorius. 
În cele din urmă, după cucerirea Macedoniei și transformarea ei în provincie romană, Tracia de Vest a fost alipită de ea, iar Tracia de Est a rămas regat clientelar, dar autonom până în 46, când a fost transformat în provincie romană.

## Ridicarea regatului getic
Geții, un popor tracic nordic situat între poalele nord-estice ale lanțului Haemus și Dunărea inferioară și Marea Neagră, făceau parte din regatul Odrysian încă de la Teres I dar nu  este clar cât de strâns au fost încorporați în stat. Când și cum au devenit geții independenți nu este discutat în sursele disponibile. Poate că au devenit independenți în timpul domniei lui Cotys I sau după moartea acestuia în 360. Bogatele comori funerare din a doua jumătate a secolului al IV-lea, precum cele de la Agighiol, Peretu sau Borovo, atestă bogăția tot mai mare a elitei geților. Mai multe artefacte par să provină din regatul Odrysian și este foarte posibil să fi fost daruri de prestigiu.
La mijlocul secolului al IV-lea exista un regat getic care avea să prospere timp de un secol. Capitala geților era Helis, care a fost identificată cu situl arheologic Sboryanovo, fondat în anii 330 sau la începutul anilor 320 și care adăpostea aproximativ 10.000 de locuitori. Se pare că geții au devenit activi și în Muntenia de la nord de Dunăre, o regiune care va ajunge să constituie o parte a "Daciei" din istoriografia romană imperială. Primul rege getic care apare în surse a fost Cothelas, care și-a căsătorit fiica Meda cu Filip al II-lea, încheind astfel o alianță între cele două state. Acest lucru s-a petrecut probabil în timpul sau la scurt timp după cucerirea Odrișilor de către Filip. Regatul a supraviețuit celor două războaie cu Lysimachus și invaziei celtice din jurul anului 280, dar în cele din urmă s-a dezintegrat câteva decenii mai târziu. Helis/Sboryanovo a fost complet distrus de un cutremur la mijlocul secolului al III-lea.